# Mullan (Idaho)
Mullan es una ciudad ubicada en el condado de Shoshone en el estado estadounidense de Idaho. En el Censo de 2010 tenía una población de 692 habitantes y una densidad poblacional de 319,98 personas por km².

## Geografía
Mullan se encuentra ubicada en las coordenadas 47°28′8″N 115°47′47″O / 47.46889, -115.79639. Según la Oficina del Censo de los Estados Unidos, Mullan tiene una superficie total de 2.16 km², de la cual 2.16 km² corresponden a tierra firme y (0%) 0 km² es agua.

## Demografía
Según el censo de 2010, había 692 personas residiendo en Mullan. La densidad de población era de 319,98 hab./km². De los 692 habitantes, Mullan estaba compuesto por el 95.81% blancos, el 0% eran afroamericanos, el 1.01% eran amerindios, el 0.14% eran asiáticos, el 0.14% eran isleños del Pacífico, el 0.72% eran de otras razas y el 2.17% pertenecían a dos o más razas. Del total de la población el 2.17% eran hispanos o latinos de cualquier raza.